# کارلو پادیال
کارلو پادیال (اسپانیایی: Carlo Padial‎؛ زادهٔ ۲۷ اوت ۱۹۷۷) یک کارگردان فیلم، نویسنده، کمدین و فیلم‌نامه‌نویس اهل اسپانیا است.
از فیلم‌هایی که وی در آن‌ها نقش داشته‌است می‌توان به «یه چیزِ خیلی چاق» با بازیگری برتو رومرو اشاره نمود که منتقدان آنرا «آخرِ کمدی» توصیف کردند.